# Merate
Merate (Meraa in dialetto brianzolo) è un comune italiano di 15.020 abitanti della provincia di Lecco in Lombardia. È il comune più popoloso della provincia dopo il capoluogo.

## Geografia fisica

### Territorio

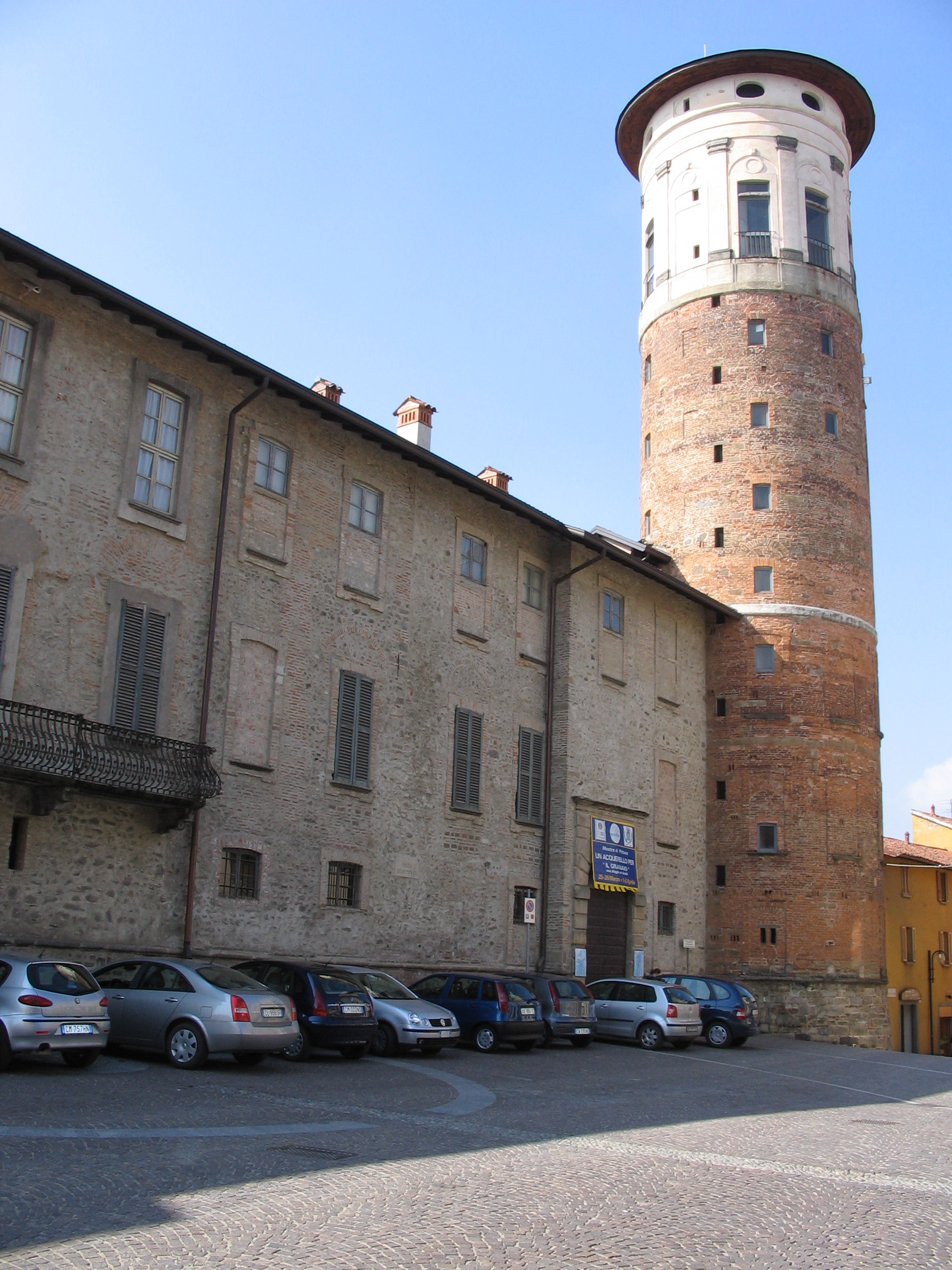
Palazzo Prinetti e la Torre

Merate è la cittadina fulcro dell'area nota appunto come Brianza meratese o Meratese, zona della Brianza in provincia di Lecco (alta Brianza Lecchese). È distesa su un territorio collinare, tipico delle prealpi lombarde di cui fa parte. È popolata, con una densità abitativa di 1358 ab./km². Copre una superficie di 11,06 km² situata mediamente a 298 m s.l.m.
Confina con i comuni di: Calco, Cernusco Lombardone, Imbersago, Montevecchia, Olgiate Molgora, Osnago, Robbiate e Ronco Briantino (MB).

### Clima
Merate, secondo la classificazione dei climi di Köppen, gode di un clima temperato delle medie latitudini (Cfa), piovoso o generalmente umido in tutte le stagioni e con estati molto calde e afose con temperature che non superano mediamente i 35 °C.
Le precipitazioni si concentrano nei periodi compresi tra marzo e maggio, con un leggero calo nei mesi estivi, e un riacutizzarsi nel periodo compreso tra ottobre e novembre inoltrato.
L'inverno è caratterizzato generalmente da una percentuale di piovosità molto bassa, e la neve cadeva discretamente, fino ai primi anni 2010, tra novembre e marzo.
Il comune appartiene alla zona climatica E.

## Storia

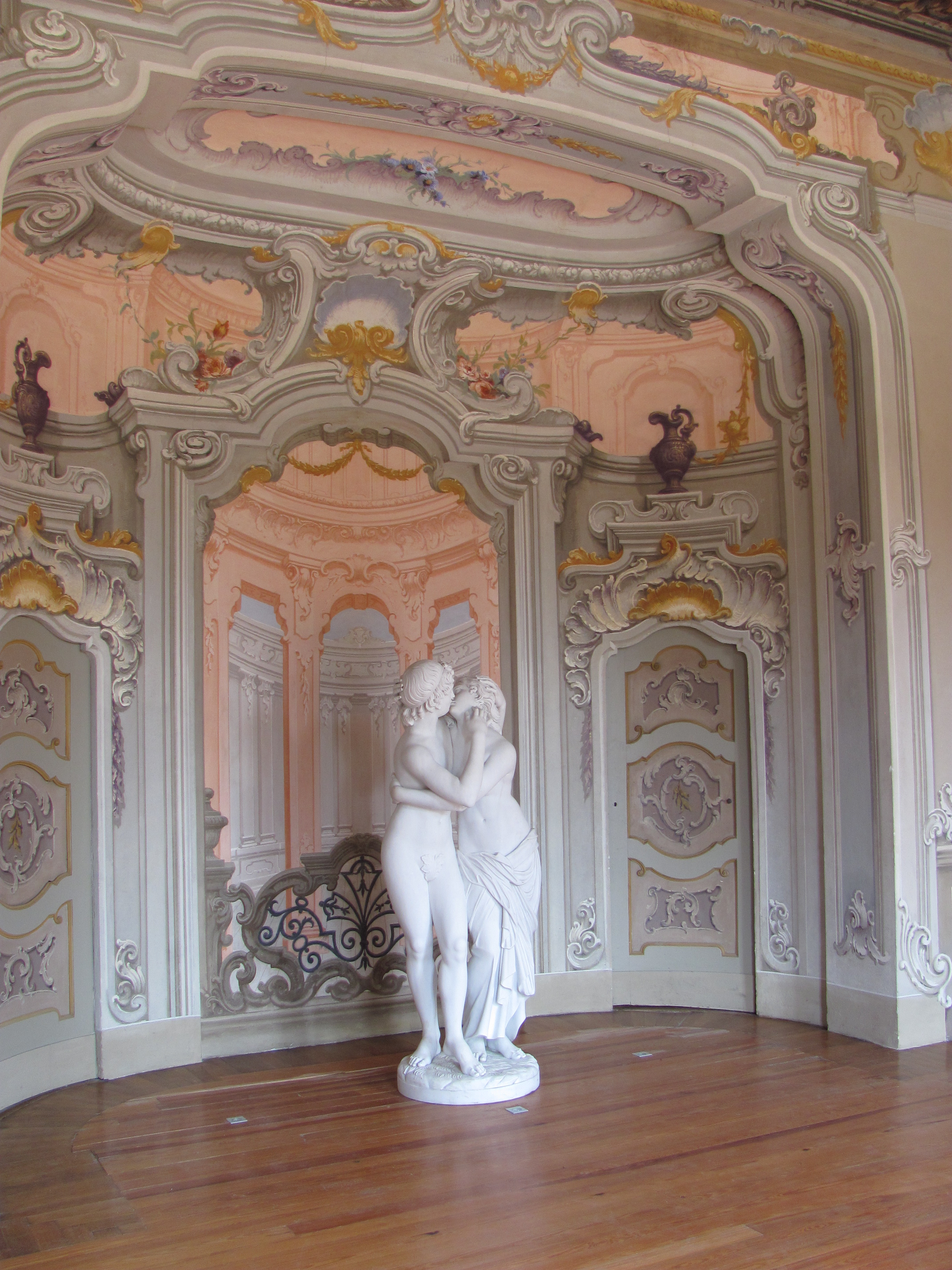
Villa Subaglio: sala delle rappresentazioni - Amore e Psiche

Il nome Merate appare per la prima volta in un documento del 926 d.C., sebbene forse l'insediamento abitativo esistesse già in epoca romana. Il territorio, in epoca romana, era attraversato dalla via Spluga, strada romana che collegava Milano con il passo dello Spluga.
Dal 1019 Merate costituì un feudo di Ariberto da Intimiano, che in un secondo momento lo affidò al monastero milanese di San Dionigi.
In un diploma di Federico I, dato a Roncaglia nel 1158 si conferma al monastero di San Dionigi di Milano la titolarità del castello di Merate, ordinando che tutti gli uomini del centro brianzolo giurino fedeltà all'abate ed ai suoi successori, e non si prendano più l'arbitrio di eleggere propri rappresentanti senza il permesso dell'abate di San Dionigi.
Quindi siamo in presenza di uno dei primi liberi Comuni costituiti in un paese della Brianza. Per secoli poi Merate fece parte della Pieve di Brivio, ma col tempo, a partire dal XVI secolo, divenne più importante del comune capopieve e nel corso dei primi anni del XIX secolo prese il suo posto. Durante le lotte fra i Torriani (della Torre) e i Visconti per la supremazia a Milano, Merate subì notevoli danni; fu soprattutto il castello a farne le spese, distrutto come del resto la fortificazione situata sui colli di Sabbioncello.
La ripresa di Merate avvenne verso il XVII secolo, quando, dopo una decimazione causata dalla peste, divenne uno dei più ricchi comuni della zona, dopo Lecco, favorito dalle riforme austriache e dall'opera dei Barbiano di Belgioioso. In questo periodo, il territorio di Merate fu dapprima infeudato dai Novati (iniziatori di Villa Belgioioso), poi dagli Airoldi e infine riscattato dagli stessi abitanti del luogo.
All'inizio del XVI secolo i coniugi Riva fecero costruire un istituto scolastico, che fu poi gestito dai padri Somaschi. In questa scuola, dal 1791 al 1796 studiò il giovane Alessandro Manzoni, alla morte del quale l'istituto fu ribattezzato collegio Manzoni.
Dopo l'Unità d'Italia, Merate crebbe industrialmente con la creazione di banche e industrie edili.
Il periodo fra le due guerre vide il notevole sviluppo dell'industria meccanica e tessile.
Nel 1926 venne costruito e inaugurato l'osservatorio astronomico, nello stesso anno il comune si ingrandì territorialmente, annettendo alcuni comuni vicini.
Negli anni della seconda guerra mondiale, tra il 1940 e il 1943, furono internati a Merate 21 profughi ebrei (inclusi famiglie con bambini), provenienti da Lubiana. Dopo l'8 settembre 1943, con l'occupazione tedesca, il gruppo immediatamente si dette alla fuga. Alla fine tutti gli internati riuscirono a salvarsi, trovando rifugio per lo più in Svizzera.
Nel secondo dopoguerra l'industria continua a crescere e la popolazione passa dai circa 9 000 abitanti del 1951 ai 14.000 odierni.

### Simboli
Lo stemma è stato riconosciuto con DCG del 29 giugno 1934.
Il gonfalone, concesso con DPR del 4 febbraio 1963, è un drappo partito di giallo e di azzurro.

## Monumenti e luoghi d'interesse

### Architetture religiose

#### Chiesa parrocchiale di Sant'Ambrogio
La chiesa parrocchiale di Sant'Ambrogio fu rimaneggiata nel XVII secolo. I lavori di costruzione della facciata e del campanile furono portati avanti da Carlo Buzzi. Nel 1758 gli interni della chiesa, allora riccamente affrescati, furono completamente ridecorati con nuovi dipinti e stucchi in stile barocco. Nel 1836 si assistette a un nuovo completo rifacimento delle decorazioni, oggetto di ulteriori rimaneggiamenti anche sul finire dello stesso secolo.
Oggi la chiesa conserva ancora un altarmaggiore del Pollack, affreschi di Giovanni Antonio Cucchi, vetrate di Giovanni Battista Bertini, un'ancona di inizio Seicento e, ai lati del presbiterio, due affreschi di Antonio Sibella. A quest'ultimo autore viene attribuito anche un affresco monocromo che, sulla volta, raffigura l'episodio in cui sant'Ambrogio impedì a Teodosio di entrare in chiesa. Tra le opere ospitate nella chiesa vi è anche una grande tela primoseicentesca, già pala dell'altarmaggiore della chiesa prima dell'inizio dei rimaneggiamenti, sulla quale sono raffigurati i santi Ambrogio, Gervasio e Protasio, Carlo Borromeo e Francesco d'Assisi, oltre al committente dell'opera. Rappresentazioni del santo titolare della chiesa si ritrovano anche in un affresco sulla volta della navata (dove Ambrogio è raffigurato in gloria), oltre che in una tela Seicentesca conservata nella vicina casa parrocchiale, il cui ingresso ospita un bassorilievo del 1461 raffigurante lo stesso santo; fino al 1648, la scultura si trovava sulla facciata della chiesa.

#### Altre architetture religiose
- Convento di Sabbioncello[19]
- Chiesa di San Bartolomeo (XVI secolo)[20]
- Chiesa di San Gregorio (XVII secolo)[21]
- Chiesa di San Giuseppe a Cicognola[22]
- Chiesa di San Pietro Apostolo a Sartirana
- Chiesa di Santo Stefano a Novate
- Chiesa di San Giorgio a Pagnano
- Chiesa di Santa Maria Assunta a Cassina Fra Martino
- Tempietto ossario (1771)[23]

### Architetture civili

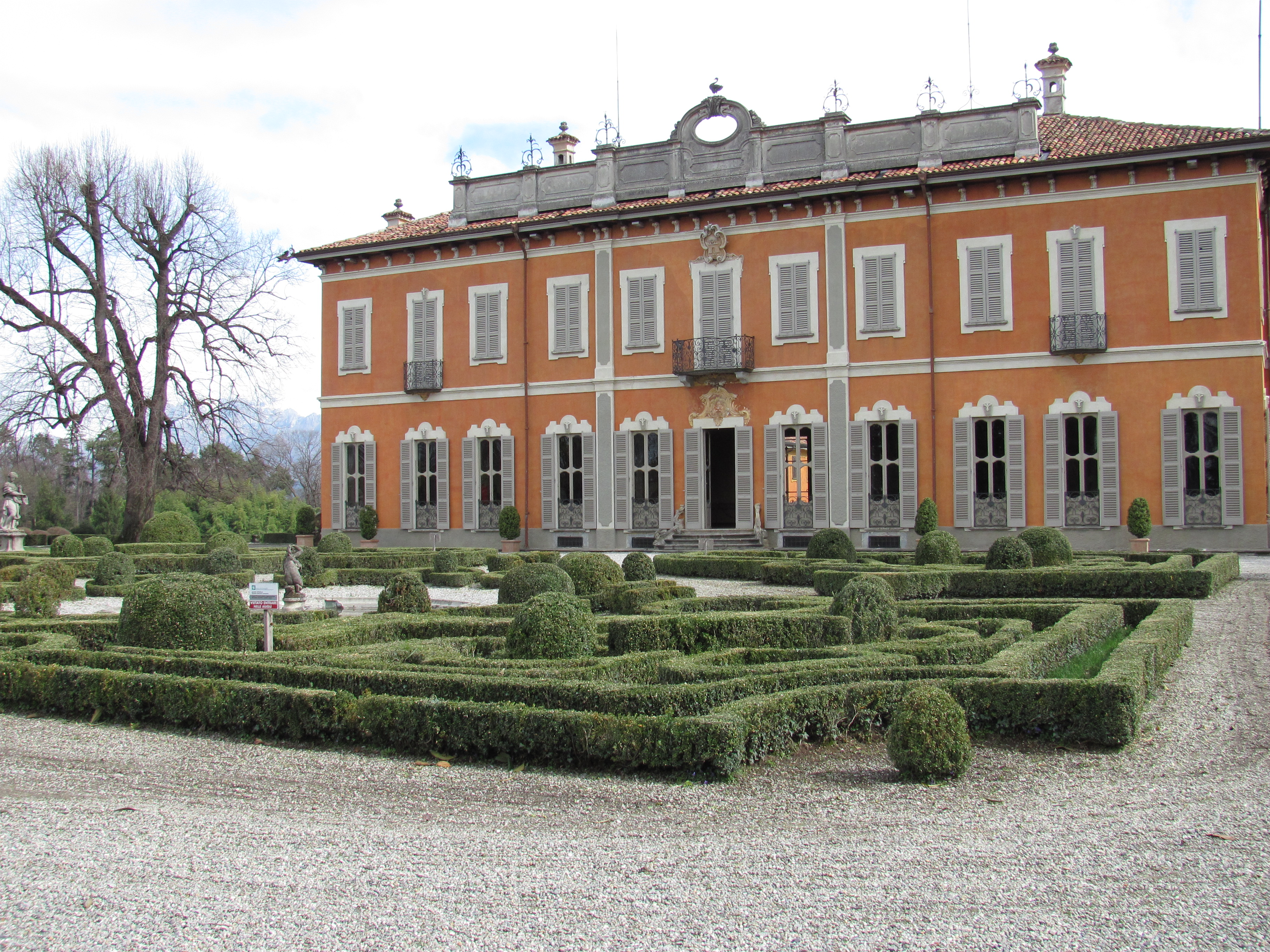
Villa Subaglio

#### Villa Belgioioso Brivio Sforza
Già esistente nel 1540, la villa fu ampliata nel Seicento dai Novati. Nel secolo successivo, l'edificio venne incorporato in una struttura rococò progettata probabilmente da Giacomo Muttoni. Allo stesso Muttoni è attribuita la realizzazione di un giardino all'italiana. Una raffigurazione della villa in questo periodo si ritrova nell'opera Ville di delizia di Marc'Antonio Del Re. Nel 1749 la villa passò nelle mani di Barbara D'Adda, consorte di Antonio Barbiano di Belgioioso. Al loro figlio, Alberico Barbiano di Belgioioso, si deve una massiccia campagna di ristrutturazioni (forse commissionata a un architetto della scuola del Piermarini) durate fino al 1789. Durante i lavori, i corpi laterali vennero rialzati a livello di quello centrale, mentre le strutture a lato delle ali vennero demolite; dal lato del giardino si realizzò una facciata unitaria, mentre sull'altro lato vennero costruiti due bracci protesi in avanti, in modo tale da formare un cortile d'onore. Leopoldo Pollack si occupò invece dei giardini, curandone una almeno parziale trasformazione in bosco inglese (1791), che divenne completa nel 1837, con la scomparsa del giardino all'italiana. Per via ereditaria, la villa passò più volte di mano, subendo rimaneggiamenti sia sotto la gestione di Amalia Belgiosio (1821-1822) sia sotto quella di Luigi Belgioioso. Divenuta proprietà di Gian Giacomo Trivulzio (1862), la villa fu interessata da nuovi lavori, commissionati ad Emilio Alemagna, allo scopo di ristrutturare l'ingresso. Attualmente appartiene ai Brivio Sforza.

#### Altre ville e palazzi
- Palazzo Prinetti
- Palazzo Rougier Moretti (1780)[27]
- Collegio Manzoni (1603)[28]
- Palazzo Barbò (XVII secolo)[29]
- Palazzo ex sede Cariplo (secondo quarto del Novecento)[30]
- Palazzo dell'ex-ospedale (1830)[31]
- Palazzo municipale[32]
- Sala civica Cernuschi (1922)[33]
- Villa Subaglio (XVIII secolo[34]), inserita in un grande parco[10][34], fu ristrutturata nel XIX secolo su commissione di Giacomo Sala e di Emanuele Prinetti Castelletti[34]
- Villa Baslini (1775)[35]
- Villa Belgioioso Brivio Sforza
- Villa Crespi, immersa in un vasto giardino[10]
- Villa Bellini Greppi (XVIII secolo)[36]
- Villa Confalonieri (sede di rappresentanza del comune)[37]
- Villa Cornaggia (XIX secolo)[38]
- Villa De Ferrari Bagatti Valsecchi (XVIII secolo)[39]
- Villa il Biffo (secondo quarto del Novecento)[40]
- Villa Perego (XIX secolo)[41]

#### Case d'interesse storico
- Casa Avignone (XVI secolo)[42]
- Casa Colombo (XIV-XV secolo)[43]
- Casa padronale della ditta Diana (XX secolo)[44]
- Casa via Baslini (inizio XX secolo)[45]
- Casa Vedù (XVIII secolo)[46]

#### Altro
- Ospedale civile (prima metà del XX secolo)[47]
- Osservatorio Astronomico[48]

### Aree naturali
- Lago di Sartirana

## Società

### Evoluzione demografica
Abitanti censiti

Merate si trova al centro di una grande area fortemente urbanizzata e costituita da diversi comuni del lecchese e del vimercatese che oramai costituiscono un tutt'uno, in quanto lo sviluppo edilizio degli ultimi decenni ha eliminato i confini naturali esistenti tra i vari centri abitati. I comuni dell'area urbana di Merate possono essere raggruppati in due diverse fasce:
- una prima fascia interna (1–3 km in linea d'aria dal centro di Merate), comprendente i comuni di Robbiate, Paderno d'Adda, Osnago, Cernusco Lombardone e Ronco Briantino, la cui popolazione raggiunge, al 31 agosto 2015 (dati Istat), 37 223 abitanti;
- una seconda fascia esterna (3–8 km in linea d'aria dal centro di Merate), comprendente i comuni di Imbersago, Verderio, Bernareggio, Aicurzio, Sulbiate, Lomagna, Carnate e Usmate Velate, con una popolazione complessiva pari a 85 026 abitanti (dati Istat, al 31/08/15).
Merate, con la sua area urbana, si configura così come secondo centro della provincia di Lecco, dopo il capoluogo (al centro di un agglomerato urbano di 120 000 abitanti).

### Etnie e minoranze straniere
Gli stranieri residenti nel comune sono 1 445, ovvero il 9,7% della popolazione. Di seguito sono riportati i gruppi più consistenti:
1. Romania, 369
2. Albania, 133
3. Ecuador, 109
4. Marocco, 105
5. Perù, 82
6. Senegal, 75
7. Bangladesh, 61
8. Ucraina, 37
9. Tunisia, 37
10. Filippine, 37

### Religione

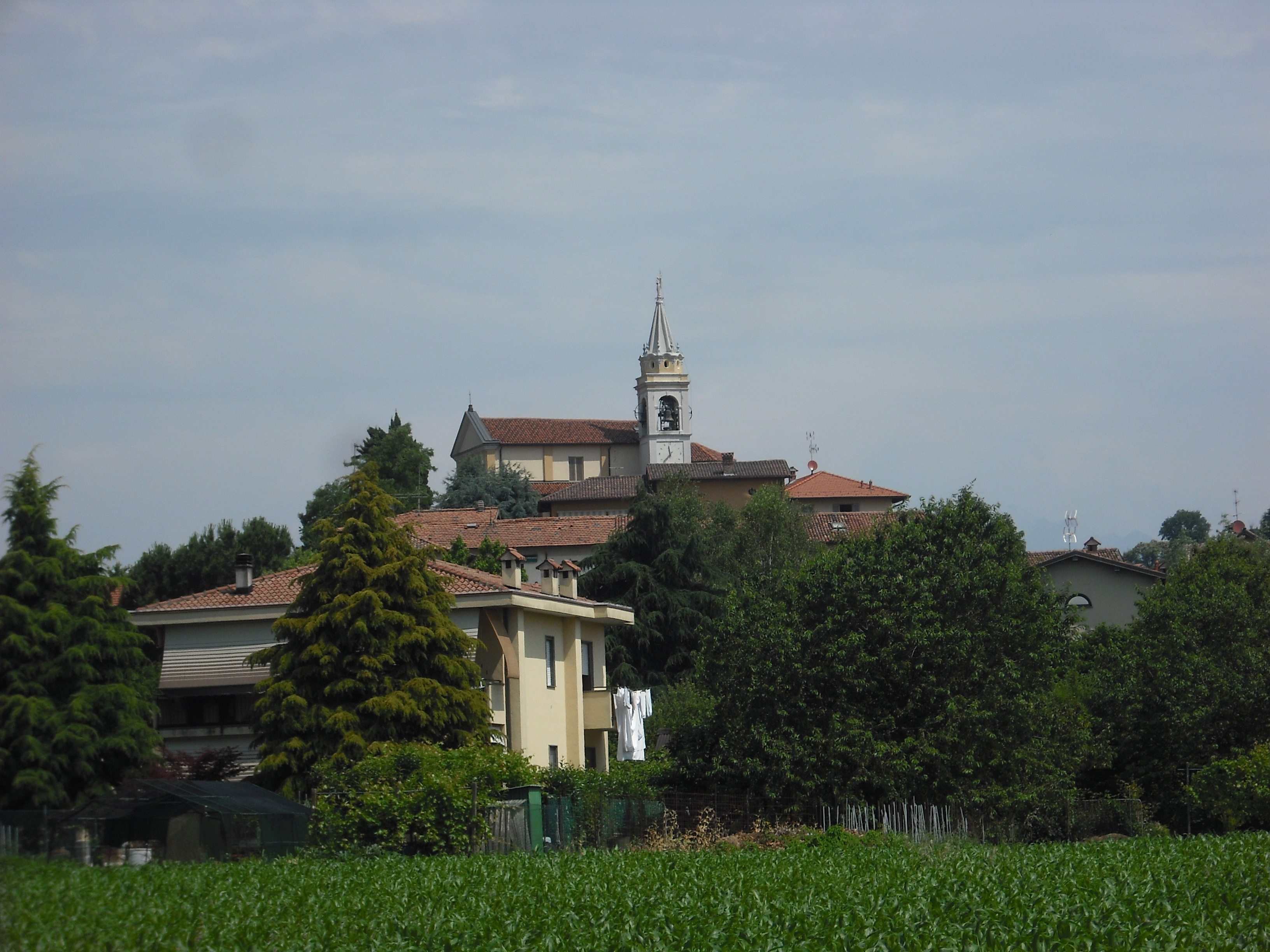
Chiesa della frazione Novate

A Merate sono presenti comunità di alcuni istituti religiosi cattolici: i frati minori (convento di Santa Maria Nascente a Sabbioncello, sede dell'Infermeria dei francescani della provincia di Lombardia), le Dame Inglesi (casa provincializia della provincia italiana; liceo "Mary Ward") e le Ancelle del Bambin Gesù (istituto geriatrico e riabilitativo "G. e C. Frisia"). Inoltre è presente una sede della Chiesa di Gesù Cristo dei Santi degli Ultimi Giorni.

### Lingue e dialetti
Oltre alla lingua italiana, a Merate è utilizzato il dialetto brianzolo, una variante della lingua lombarda.
Come tutti i dialetti lombardi occidentali, anche il brianzolo è una parlata gallo-italica.

### Istituzioni, enti e associazioni
La Fondazione Giuseppe Mozzanica di Pagnano, frazione di Merate, è nata per preservare e far conoscere l'opera di uno scultore e pittore schivo, restio all'autopromozione, legato a un'idea di lavoro artistico profondamente etica, prima ancora che estetica.
Costituita nel 2007, la Fondazione ha il suo cuore nella gipsoteca – insieme scrigno e laboratorio – fatta costruire dall'artista negli anni cinquanta nella corte della propria abitazione. Qui sono esposti i gessi, ma anche le opere in marmo, bronzo e terracotta realizzati fra gli anni Venti e Sessanta, a testimoniare una ricerca rigorosa e coerente. Oltre alle opere scultoree – circa 260 pezzi – la collezione comprende anche i disegni e i dipinti dell'artista, nonché un'importante serie di lastre fotografiche. La Fondazione Giuseppe Mozzanica è socia dell'AICPM (Association Internationale pour la Conservation et la Promotion des Moulages).

## Cultura

### L'osservatorio astronomico

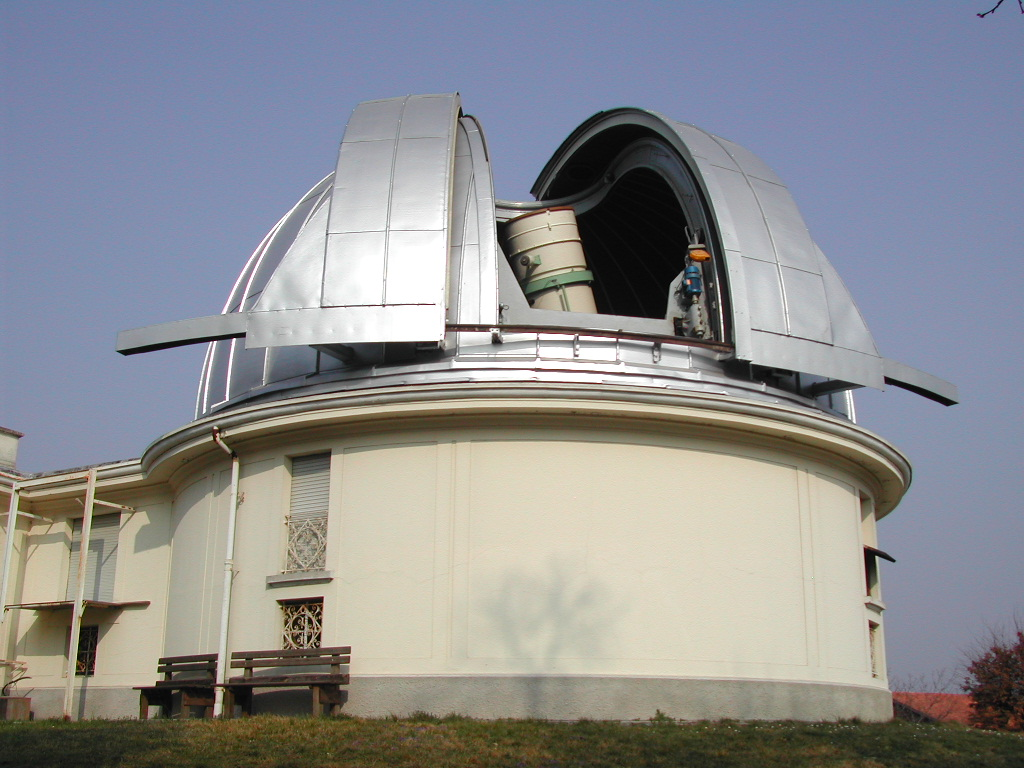
Cupola del telescopio Zeiss

Già dalla fine dell'Ottocento l'inquinamento luminoso e le vibrazioni indotte dal passaggio delle prime vetture tranviarie erano tali che all'osservatorio astronomico di Brera, insediatosi nel Settecento presso lo storico palazzo di Brera nel centro di Milano, gli astronomi incontravano serie difficoltà nelle loro osservazioni. L'idea di costruire una nuova sede osservativa fuori città si concretizzò solo negli anni venti con l'acquisto della villa San Rocco e la sua conversione nell'attuale osservatorio astronomico (1923). Questa era stata nei secoli scorsi convento dei frati Cappuccini, in seguito villa privata, poi verso la fine dell'Ottocento clinica per le cure naturali e infine nel corso della prima guerra mondiale centro di convalescenza per ufficiali.
Oggi la Brianza è una delle aree più densamente popolate d'Italia e l'inquinamento luminoso è notevole. Ciò nonostante l'osservatorio di Merate è attivo nel settore della ricerca stellare e cosmologica e nel campo della tecnologia dei sistemi ottici, in cui è leader internazionale nello sviluppo di tecnologia per la costruzione di ottiche per l'astronomia X destinate ai telescopi operanti nella regione X dello spettro elettromagnetico. È anche attivo per osservazioni minori e per le tesi di laurea e dottorato degli studenti universitari. Tra le sue numerose attrezzature vi sono un cannone ionico per la rifinitura delle ottiche di altissima precisione operata con il metodo dell'ion beam figuring, unico esemplare in Italia e tra i pochi nel mondo, e tre telescopi ottici.
Dall'autunno del 2003 è in corso un programma continuativo a lungo termine di osservazione di stelle doppie visuali strette, con la tecnica della speckle interferometria, attuato allo storico telescopio Zeiss di un metro di apertura.

### Musei
- Fondazione Giuseppe Mozzanica
- Civico museo di storia naturale «Don Michelangelo Ambrosioni» di Merate

## Infrastrutture e trasporti

### Strade
- Il paese è attraversato dalla Strada statale 342 dir Briantea (ex SS 36) e dalla Strada Provinciale 54, Monticello Brianza – Paderno d'Adda
- Strada Provinciale Ex Strada Statale 342 "Briantea", Como – Bergamo - 3 km

### Ferrovie
- Stazione di Paderno-Robbiate, sulla linea Seregno-Bergamo – 3 km
- Stazione di Cernusco-Merate, sulla linea Lecco-Milano – 2 km

## Amministrazione
| Periodo        | Periodo        | Primo cittadino                   | Partito                                          | Carica  | Note   |
| -------------- | -------------- | --------------------------------- | ------------------------------------------------ | ------- | ------ |
| 1860           | 1861           | Federico Sala                     | N.D.                                             | Sindaco | [ 52 ] |
| 1861           | 1864           | Berengario Barbiano di Belgiojoso | N.D.                                             | Sindaco | [ 52 ] |
| 1864           | 1870           | Luigi Prinetti                    | N.D.                                             | Sindaco | [ 52 ] |
| 1870           | 1886           | Carlo Cornaggia                   | N.D.                                             | Sindaco | [ 52 ] |
| 1886           | 1893           | Vitale Bianchi                    | N.D.                                             | Sindaco | [ 52 ] |
| 1893           | 1899           | Antonio Baslini                   | N.D.                                             | Sindaco | [ 52 ] |
| 1900           | 1905           | Giambattista Colombo              | N.D.                                             | Sindaco | [ 52 ] |
| 1905           | 1920           | Carlo Baslini                     | N.D.                                             | Sindaco | [ 52 ] |
| 1920           | 1922           | Mario Bevilacqua                  | N.D.                                             | Sindaco | [ 52 ] |
| 1922           | 1923           | Alessandro Tettamanti             | N.D.                                             | Sindaco | [ 52 ] |
| 1924           | 1925           | Carlo Baslini                     | N.D.                                             | Sindaco | [ 52 ] |
| 1926           | 1943           | Carlo Baslini                     | Partito Nazionale Fascista                       | Podestà | [ 52 ] |
| 1945           | 1946           | Gerolamo Bonfanti Palazzi         | N.D.                                             | Sindaco | [ 52 ] |
| 1946           | 1946           | Alessandro Tettamanti             | N.D.                                             | Sindaco | [ 52 ] |
| 1946           | 1960           | Mario Sala                        | N.D.                                             | Sindaco | [ 52 ] |
| 1960           | 1964           | Enrico Ferrario                   | N.D.                                             | Sindaco | [ 52 ] |
| 1964           | 1975           | Luigi Zappa                       | N.D.                                             | Sindaco | [ 52 ] |
| 1975           | 1985           | Giuseppe Ghezzi                   | N.D.                                             | Sindaco | [ 52 ] |
| 1985           | 1990           | Giacomo Romerio                   | N.D.                                             | Sindaco | [ 52 ] |
| 1990           | 23 aprile 1995 | Mario Gallina                     | N.D.                                             | Sindaco | [ 52 ] |
| 24 aprile 1995 | 12 giugno 2004 | Dario Luigi Perego                | Centro                                           | Sindaco | [ 53 ] |
| 13 giugno 2004 | 7 giugno 2009  | Giovanni Battista Albani          | Lista civica                                     | Sindaco | [ 53 ] |
| 8 giugno 2009  | 25 maggio 2014 | Andrea Ambrogio Robbiani          | Il Popolo della Libertà-Lega Nord                | Sindaco | [ 53 ] |
| 26 maggio 2014 | 26 maggio 2019 | Andrea Massironi                  | Lista civica - Più Merate                        | Sindaco | [ 53 ] |
| 27 maggio 2019 | 9 giugno 2024  | Massimo Augusto Panzeri           | Lega Salvini-Forza Italia                        | Sindaco | [ 53 ] |
| 10 giugno 2024 | in carica      | Mattia Salvioni                   | Lista civica di centro-sinistra - ViviAmo Merate | Sindaco | [ 54 ] |

### Gemellaggi
- Buzançais, dal 1998
- Kappeln, dal 2007
- Manlleu, dal 2008[55]

## Sport
La società storica e più blasonata è l'A.S. Merate che annovera squadre di pallavolo, atletica leggera e ginnastica artistica.
In particolare la società A.S. Merate Volley, nel corso degli anni, ha raggiunto livelli di eccellenza nella pallavolo maschile arrivando a conquistare più volte la partecipazione a campionati di livello nazionale.
La squadra di calcio cittadina più rilevante era l'Associazione Calcio Merate, che ha iniziato la sua attività nel 1909, cambiando numerose denominazioni. Nel suo ultimo anno militava in Promozione e nella sua storia ha raggiunto come massimo risultato il campionato di Serie D. È stata sciolta quando nel 2014 si è unita all'F.C. Cernusco L. 1969 formando l'A.C.D. Brianza Cernusco Merate, che a sua volta nel 2020 si è unita all'Olginatese per formare la Brianza Olginatese.
Altre società calcistiche sono per esempio l'O.S.G.B. Merate che milita in Seconda categoria, che pratica sia il calcio che la pallavolo. L'F.C.D. Merate milita in Terza categoria e il suo campo è a Missaglia. L'A.C Pagnano nella stagione 2022/23 era nello stesso girone dell'O.S.G.B.: fra le due squadre si gioca il derby di Merate.
Nel 2018 scomparirono le squadre della O.N.B. Novate e il Brugarolo Calcio, nel settore amatori.
Oggi esistono altre squadre amatoriali di Merate per esempio il Cassina e il Team Tigri Sartirana.
È presente inoltre la società "La Libertas Merate Due", che si occupa di nuoto.

### Impianti sportivi
Palazzetto polivalente con piscine interne ed esterne sito in via G. Matteotti, 18. Palestra con capienza di 450 posti e Piscina coperta con capienza tribune di 200 posti. Parco estivo con scivoli e capienza massima di 400 posti.
Nel comune si trova lo stadio "Enrico Ferrario", impianto con una capienza massima di 1.300 posti, formato da una tribuna coperta e da una curva. Ora utilizzato per l'U17 nazionale della Brianza Olginatese.